# Casa editorului A. Kașevski
Casa editorului A. Kașevski, cunoscută și drept Casă individuală sau Casa T. Kașevschi, este un monument istoric și de arhitectură de însemnătate națională din orașul Chișinău.

## Istorie
Prima atestare documentară a casei este din 1874, după decesul proprietarului, consilierul titular Calistrat Florin. Proprietatea consta dintr-o curte cu o suprafață de 600 stânjeni pătrați și o casă construită la colțul cartierului, la intersecția străzilor Seminarului (str. Mitropolit Gavriil Bănulescu-Bodoni) și Reni (str. Mihail Kogălniceanu). Locuința avea acoperiș cu olane și avea șase odăi cu antreu și o galerie cu geamuri din sticlă la fațada posterioară. Lungimea constituia 8 stânjeni și un arșin, iar lățimea 6 stânjeni și o jumătate de arșin.
În 1874-1892 proprietarul casei era fiul consilierului, Eugen Calistrat Florin, asesor de colegiu, care a construit la colțul străzii o casă cu două etaje. Din cauza datoriilor, în 1892 casa a fost înstrăinată la licitație publică medicului Israel Bergman, care la rândul său a vândut-o în 1895 lui T. I. Kașevski (A. Kașevski în Registrul monumentelor Republicii Moldova ocrotite de stat), proprietarul unei tipografii cu aburi și a unei litografii. Kașevski a fost atestat proprietar și în 1915. În perioada interbelică proprietar era P. Meronvils De Sancler.
În anii 1960 în incinta clădirii funcționau o brutărie și un magazin de pâine.

## Arhitectură
Casa este ridicată într-un parter pe un plan rectangular, cu o aripă alungită. Fața principală, orientată spre str. Mitropolit Gavriil Bănulescu-Bodoni, este asimetrică, cu cinci axe compoziționale, dintre care patru sunt goluri de ferestre și unul al intrării, amplasată lateral, într-un rezalit. Fațada orientată spre str. Mihail Kogălniceanu avea o compoziție simetrică, cu centrul evidențiat de un rezalit cu trei ferestre în arc, dominate de un atic. Decorația plastică este soluționată în stil eclectic, cu detalii arhitectonice clasiciste.

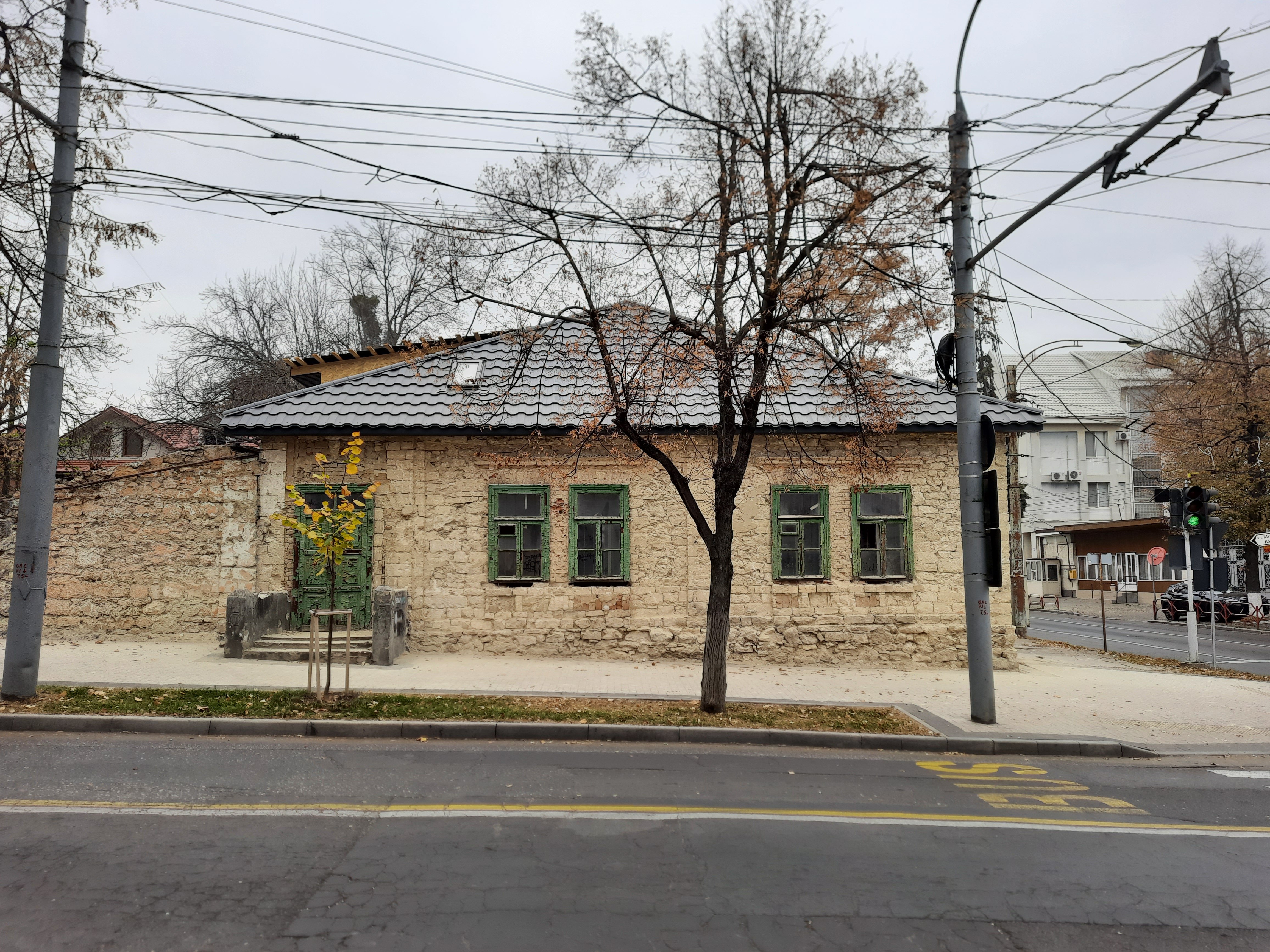
Fațada dinspre str. Mitropolit Gavriil Bănulescu-Bodoni
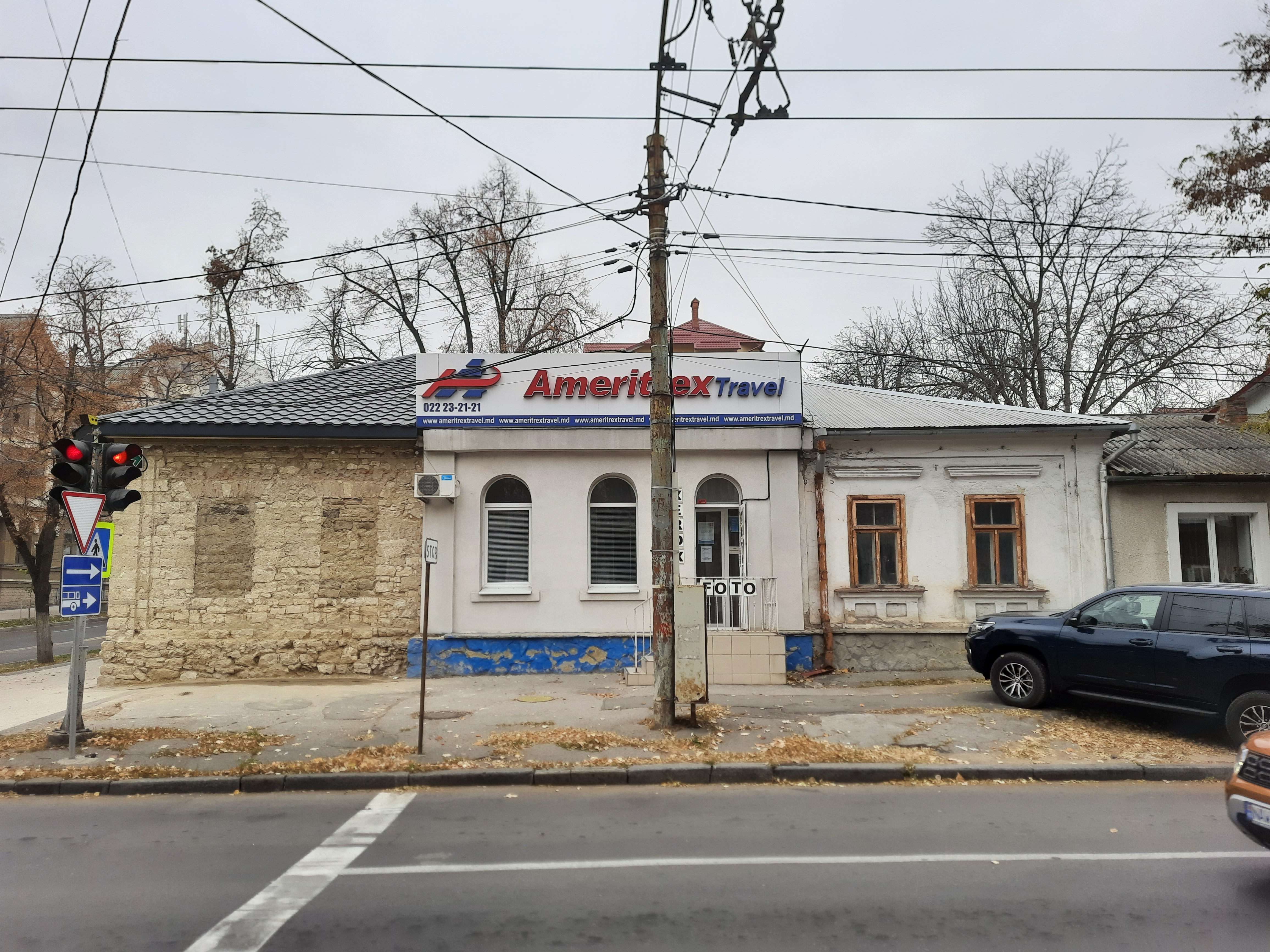
Fațada dinspre str. Mihail Kogălniceanu